# ライアン・ギャリー
ライアン・ギャリー（英語: Ryan Garry、1983年9月29日 - ）は、イングランド・ロンドン出身の元サッカー選手、現サッカー指導者。現役時代のポジションはDF（センターバック）。

## 経歴
アカデミー出身の選手で、2002年11月6日、リーグカップのサンダーランド戦でデビュー。2003年5月7日のサウサンプトンFC戦で初先発。その試合ではロベール・ピレスとジャーメイン・ペナントがハットトリックを決め、アーセナルが6-1で快勝した。それ以降は怪我に悩まされ、以後3シーズンは長期離脱を強いられた。
2007年にAFCボーンマスに移籍。2011年、足の神経の故障が回復しないため、27歳で引退した。

## 所属クラブ
- 2001-2007  アーセナル
- 2007-2011  ボーンマス

## 指導歴
2021年にイングランドU-17代表の監督に就任し、2023年迄務めた。
2024年年始からロンメルSKのアシスタントコーチに就任し、スティーヴ・ボールドの下で働くこととなった。